# Імператор Йодзей

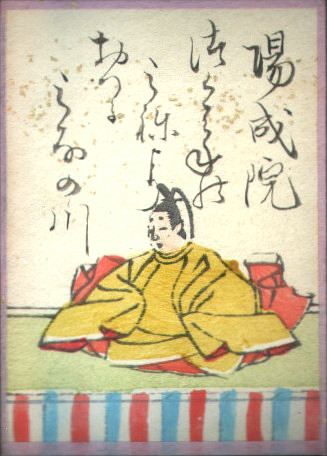
Зображення імператора з Hyakunin Isshu

Імператор Йо́дзей (яп. 陽成天皇, ようぜいてんのう, йодзей тенно; 2 січня 869 — 23 жовтня 949) — 57-й Імператор Японії, синтоїстське божество. Роки правління: 18 грудня 876 — 4 березня 884.

## Життєпис
Старший син імператора Сейви. Його матір'ю була імператриця Фудзівара но Такайко. Одразу після народження був проголошений наслідним принцом Саадакіра.
876 року його батько під тиском Фудзівара но Мотоцуне зрікся влади. В результаті Саадакіра у сім років зійшов на трон. Фактичну владу зберігав сессьо (регент) Фудзівара но Мотоцуне, який був братом матері нового імператора.
877 року країну охопила потужна посуха. Водночас виявилася жорстокість імператора через нестійку психіку. Так, живими жабами згодовував змій, щоб дивитися, як гад ковтає; або інколи він знаходив задоволення в тому, щоб сварити собак і мавп. Згодом ці розваги ставали небезпечнішими. Він сам страчував злочинців.
Через жорстоку поведінку внаслідок психічної нестійкості та вчинки імператора, Мотоцуне вирішив його змісти з трону. Приводом стало вбивство Йодзеєм одного зі своїх васалів. Оскільки імператор розглядався як божественна фігура і був пов'язаний з божествами, забруднення такого крайнього ступеня, вчинене найвищим джерелом, вважалося надзвичайно руйнівним. Тому того 884 року його оголосили позбавленим престолу. Трон посів його дядько, імператор Коко.
889 року хвороба Йодзея погіршилася. Решту життя мешкав у окремому палаці. Втім після зречення він мав декількох дружин, що народили йому 9 дітей. Надалі його змусили взяти постриг, його чернече ім'я — Йодзей-ін.
Складав вірші у жанрі вака, які було розміщено у збірці «Хякунін-іссю»